# Anamorphe
Als eine Anamorphe oder Nebenfruchtform wird in der Mykologie ein asexuelles Entwicklungsstadium eines Pilzes bezeichnet. In einem solchen Entwicklungsstadium pflanzen sich Pilze entweder durch Zellteilung oder Knospung fort oder durch Fortpflanzungs- und Verbreitungsstadien, die ungeschlechtlich (ohne Sexualvorgang, asexuell) gebildet und als ungeschlechtliche Sporen (Mitosporen) bezeichnet werden.
Der Gegensatz dazu ist eine Teleomorphe oder Hauptfruchtform, nämlich ein Entwicklungsstadium eines Pilzes, bei dem zur Fortpflanzung Entwicklungsstadien infolge eines Sexualvorgangs gebildet werden, die als Meiosporen bezeichnet werden. Kommen bei einem Pilz beide Entwicklungsstadien, Anamorphe und Teleomorphe, vor, so wird die Gesamtheit seiner Entwicklungsstadien als Holomorphe und der Pilz als pleomorph bezeichnet.
In erster Linie kommen Anamorphen bei imperfekten Pilzen (Fungi imperfecti, Deuteromycetes) vor, von denen oftmals kein Meiosporangienstadium existiert, die sich also ausschließlich durch asexuell gebildete Konidien fortpflanzen. Meistens gehören die Anamorphen zu den Schlauch-, seltener zu den Ständerpilzen oder anderen Pilzgruppen.
Mit modernen molekularbiologischen und genetischen Methoden lassen sich inzwischen die zu Anamorphen gehörigen Teleomorphen relativ oft bestimmen. 
Gelegentlich existieren zu einer Holomorphe mehrere Nebenfruchtformen, diese werden dann als Synanamorphen bezeichnet.